# 最強廢渣皇子暗中活躍於帝位之爭 佯裝無能的SS級皇子背地支配王位繼承戰
《最強廢渣皇子暗中活躍於帝位之爭 佯裝無能的SS級皇子背地支配王位繼承戰》是日本作家タンバ創作的輕小說系列，于2019年2月3日至2024年2月4日在成為小說家吧上連載。改編漫畫于2020年起開始在網上連載，由天海雪乃负责漫画绘画。原作小說由角川Sneaker文庫出版。
2023年9月24日，宣佈正在進行動畫化企劃。

## 登場人物
角色譯名皆以台灣角川出版的繁體中文版為準。以下為有聲PV版的聲優。

### 主要人物
艾諾特·雷克思·阿德勒（聲：松岡禎丞）
本作男主角，18歲，阿德勒帝國第七皇子，第六皇妃密葉的兒子，外號「廢渣皇子」。與弟弟李奧納多被帝國皇帝約翰尼斯稱為「雙黑皇子」。為了把弟弟李奧納多拱上皇位，一方面特意佯裝成無能之輩，另一方面以使用古代魔法的SS級冒險者「席瓦」的身份暗中幫助李奧納多。與自身擁有的龐大魔力相反，其體能在普通人之下。
席瓦
戴着银色假面的五大SS级冒险者之一。真正身份是艾諾特·雷克思·阿德勒。
李奧納多·雷克思·阿德勒
18歲，艾諾特的双胞胎弟弟，阿德勒帝國第八皇子，第六皇妃密葉的兒子。下任皇帝候補之一。與哥哥艾諾特被帝國皇帝約哈尼斯稱為「雙黑皇子」。
在最終決戰時被立為皇太子，與兄長艾諾特聯手殺死了奪取了威廉肉體的丹塔利安。
最終決戰的三年後代替退居幕後的父皇處理政務，並與聖女蕾蒂西亞結婚。
菲妮·馮·克萊納特（聲：茅野愛衣）
本作女主角之一，克萊納特公爵家的千金，外號「蒼鷗姬」。
最終決戰的三年後成為評議院院長。
愛爾娜·馮·奧姆斯伯格
本作女主角之一，艾諾特的青梅竹馬，奧姆斯伯格勇爵家的繼承人。12歲時已經可以召喚聖劍，奧姆斯伯格勇爵家歷代最強的成員。被艾諾特視作惡魔般的存在。由於童年時幾乎把艾諾特淹死產生了心理陰影而患上恐水症。

### 阿德勒帝國

#### 皇帝
阿爾馮斯·雷克思·阿德勒
阿德勒帝國第一任皇帝。
古斯塔夫·雷克思·阿德勒
阿德勒帝國第二十九任皇帝，艾諾特的曾祖父，教授艾諾特古代魔法的師父。艾諾特持有的銀色面具原本是他的收藏品。把皇位讓給兒子（艾諾特的祖父）後隱居專心研究魔法，卻無意間被封印在書中的惡魔奪取了身體並為禍帝都，因此被後世稱為「亂帝」。自此皇族學習古代魔法成為了禁忌。
約翰尼斯·雷克思·阿德勒
51歲，阿德勒帝國第三十一任皇帝。雖已年過五十，外表看起来却仍像四十出头。過去在皇子時期為了麻痺與自己爭奪帝位的弟妹而佯裝為無能之輩，因此察覺到艾諾特的無能只是假象，認為艾諾特是眾多子女中最像自己的一個。
最終決戰的三年後退居幕後，由成為皇太子的李奧代替自己處理政事。

#### 皇妃
布倫希爾德·雷克思·阿德勒
阿德勒帝國皇帝約翰尼斯的第一皇妃﹙皇后﹚，威廉和杜勞葛多的生母。在約翰尼斯失蹤時，按照約翰尼斯留下的詔書立李奧為皇太子，並號召全國討伐佔用威廉身體的丹塔利安。
亞美莉亞
阿德勒帝國皇帝約翰尼斯的第二皇妃，莉婕露緹和葵絲妲的生母，眾多皇妃中最受約翰尼斯寵愛的一位。已故。天生擁有預測未來的魔法，預知皇太子威廉被殺的事。最後被蘇珊殺害。
卡米拉
阿德勒帝國皇帝約翰尼斯的第三皇妃，埃里格和卡洛士的生母。
蘇菲亞
阿德勒帝國皇帝約翰尼斯的第四皇妃，戈頓和康拉德的生母。
蘇珊
阿德勒帝國皇帝約翰尼斯的第五皇妃，珊翠菈和亨瑞可的生母。個性歹毒，權力欲強烈，視女兒珊翠菈為自己的分身，造成其心智扭曲的元兇。同時也是殺害莉婕露緹和葵絲妲的生母亞美莉亞的真兇。其後並煽動珊翠菈和戈頓發動叛亂，最後被替亞美莉亞復仇的莉婕露緹所殺。
密葉
阿德勒帝國皇帝約翰尼斯的第六皇妃，艾諾特和李奧納多的生母、葵絲妲的養母。成為皇妃前是傳奇舞女，除了必要的智識外，對艾諾特和李奧納多的教育方針基本採取放任主義。收養了喪母的葵絲妲並視如己出。
西雅娜
阿德勒帝國皇帝約翰尼斯的第七皇妃，盧貝鐸的生母。

#### 皇子、皇女
威廉·雷克思·阿德勒
享年27歲，阿德勒帝國第一皇子和皇太子，第一皇妃布倫希爾德的兒子，杜勞葛多的同母哥哥。前皇帝候補之一。三年前死亡。因其死亡引發帝位爭奪。後證實其肉體被惡魔丹塔利安奪取。
埃里格·雷克思·阿德勒
28歲，阿德勒帝國第二皇子，第三皇妃卡米拉的兒子，卡洛士的同母哥哥。下任皇帝候補之一。文官派的首領。典型現實主義者，為了國家的安泰可以毫不猶豫殺害手足。最後為了守護帝國，以自身的性命為代價召喚帝國的守護獸而亡。
戈頓·雷克思·阿德勒
26歲，阿德勒帝國第三皇子，第四皇妃蘇菲亞的兒子，康拉德的同母哥哥。下任皇帝候補之一。帝國的將軍，武將派的首領。典型的四肢發達頭腦簡單的類型。處心積慮想除掉莉婕露緹。
莉婕露緹·雷克思·阿德勒
25歲，阿德勒帝國第一皇女，已故第二皇妃亞美莉亞的女兒，葵絲妲的同母姐姐。現任帝國元帥。對爭奪帝位一事毫無興趣，揚言不論是誰當上皇帝均會作為臣下侍奉對方。
最終決戰的三年後與萊因菲爾德公爵結婚。
杜勞葛多·雷克思·阿德勒
25歲，阿德勒帝國第四皇子，第一皇妃布倫希爾德的兒子，皇太子威廉的同母弟弟。興趣是寫作卻文釆不足，對爭權奪利毫無興趣。少數與艾諾特和李奧納多關係較好的皇族。
卡洛士·雷克思·阿德勒
23歲，阿德勒帝國第五皇子，第三皇妃卡米拉的兒子，埃里格的同母弟弟。既非傑出亦非無能的平凡皇子。卻有超出自身能耐的英雄夢，妄想有朝一天能成為英雄，因此透過與吸血鬼兄弟勾結，企圖在狩獵魔物比賽中獲勝而成為英雄卻事與願違，反而失去了右手、下半身不遂。事後被追究責任被剝奪了皇位繼承權並被軟禁，終生躺在床上。
珊翠菈·雷克思·阿德勒
22歲，阿德勒帝國第二皇女，第五皇妃蘇珊的女兒，亨瑞可的同母姐姐。下任皇帝候補之一。魔導士派的首領。自小在母親的扭曲教育下成為了一名性格殘忍、權力欲強烈的女性。後來在母親的煽動下與戈頓發動叛亂，最終被父皇約翰尼斯賜下毒酒而死。臨終前得知席瓦就是艾諾特後安詳離世。
康拉德·雷克思·阿德勒
21歲，阿德勒帝國第六皇子，第四皇妃蘇菲亞的兒子，戈頓的同母弟弟。雖為戈頓的同母弟弟，性格卻與艾諾特相近。
亨瑞可·雷克思·阿德勒
16歲，阿德勒帝國第九皇子，第五皇妃蘇珊的兒子，珊翠菈的同母弟弟。瞧不起艾諾特，視李奧納多為競爭對手。
葵絲妲·雷克思·阿德勒
12歲，阿德勒帝國第三皇女，已故第二皇妃亞美莉亞的女兒，莉婕露緹的同母妹妹。自小喪母的她由阿爾諾特和雷歐納特的母親密葉撫養長大，因此與他們格外親近。天生擁有預測未來的魔法。
盧貝鐸·雷克思·阿德勒
10歲，阿德勒帝國第十皇子。第七皇妃西雅娜的獨生子。年歲尚幼，並沒有加入爭奪帝位。個性懦弱。

#### 奧姆斯伯格勇爵家
阿德勒帝國的初代皇帝阿爾馮斯為了挽留勇者而特意設立的爵位，地位僅次於皇帝，甚至在一眾皇子公主之上。
迪奧哈爾德·馮·奧姆斯伯格
奧姆斯伯格勇爵家現任當家，愛爾娜的父親。
最終決戰的三年後成為盧貝鐸的劍術老師。
安娜·馮·奧姆斯伯格
奧姆斯伯格勇爵家夫人，愛爾娜的母親。視艾諾特為未來女婿。

#### 冒險者
無名
五大SS级冒險者之一。
克蘿耶
席瓦﹙艾諾特﹚的弟子，S级冒險者。

#### 魔族
丹塔利安
惡魔族，稱號為「大參謀」。本作最終反派。奪取了皇太子威廉的肉體。
最後被艾諾特和李奧聯手殺死。

#### 其他
瑟帕
艾諾特的專屬管家，外號「死神」的前暗殺者。少數知道艾諾特是「席瓦」的人之一。
瑪麗·維爾科
16歲，李奧納多的女僕。平民出身。辦事精明幹練，對拉低李奧納多評價的艾諾特沒有好感。
蕾亞
第二皇子埃里格的妻子。
尤爾根·馮·萊因菲爾德
萊因菲爾德公爵家現任當家。
最終決戰的三年後與莉婕露緹結婚。

## 出版書籍

### 輕小說
| 卷數 | 角川Sneaker文庫 | 角川Sneaker文庫        | 台灣角川       | 台灣角川               |
| 卷數 | 發售日期        | ISBN                   | 發售日期       | ISBN                   |
| ---- | --------------- | ---------------------- | -------------- | ---------------------- |
| 1    | 2019年9月1日    | ISBN 978-4-04108-526-4 | 2020年10月19日 | ISBN 978-986-524-044-8 |
| 2    | 2020年1月1日    | ISBN 978-4-04108-530-1 | 2021年3月5日   | ISBN 978-986-524-247-3 |
| 3    | 2020年5月1日    | ISBN 978-4-04109-169-2 | 2021年7月26日  | ISBN 978-986-524-626-6 |
| 4    | 2020年8月1日    | ISBN 978-4-04109-170-8 | 2024年3月25日  | ISBN 978-626-378-637-0 |
| 5    | 2020年12月26日  | ISBN 978-4-04110-950-2 | 2025年1月8日   | ISBN 978-626-415-113-9 |
| 6    | 2021年2月27日   | ISBN 978-4-04110-951-9 |                |                        |
| 7    | 2021年7月1日    | ISBN 978-4-04111-503-9 |                |                        |
| 8    | 2021年12月1日   | ISBN 978-4-04111-504-6 |                |                        |
| 9    | 2022年4月1日    | ISBN 978-4-04112-422-2 |                |                        |
| 10   | 2022年9月30日   | ISBN 978-4-04112-779-7 |                |                        |
| 11   | 2023年3月1日    | ISBN 978-4-04112-784-1 |                |                        |
| 12   | 2023年9月29日   | ISBN 978-4-04114-180-9 |                |                        |
| 13   | 2024年3月29日   | ISBN 978-4-04-114773-3 |                |                        |
| 14   | 2025年3月1日    | ISBN 978-4-04-115994-1 |                |                        |

### 漫畫
| 卷數 | KADOKAWA       | KADOKAWA               | 台灣角川      | 台灣角川               |
| 卷數 | 發售日期       | ISBN                   | 發售日期      | ISBN                   |
| ---- | -------------- | ---------------------- | ------------- | ---------------------- |
| 1    | 2020年5月2日   | ISBN 978-4-04-109365-8 | 2022年5月26日 | ISBN 978-626-32-1451-4 |
| 2    | 2021年1月9日   | ISBN 978-4-04-109366-5 | 2022年5月26日 | ISBN 978-626-32-1452-1 |
| 3    | 2021年9月10日  | ISBN 978-4-04-111698-2 | 2022年5月26日 | ISBN 978-626-32-1453-8 |
| 4    | 2022年4月8日   | ISBN 978-4-04-111699-9 |               |                        |
| 5    | 2022年11月10日 | ISBN 978-4-04-112963-0 |               |                        |
| 6    | 2023年7月10日  | ISBN 978-4-04-113814-4 |               |                        |
| 7    | 2024年3月8日   | ISBN 978-4-04-114510-4 |               |                        |
| 8    | 2025年3月10日  | ISBN 978-4-04-115485-4 |               |                        |

## 外部連結
- 日文線上小說（成為小說家吧）（日語）